# Andrew Fire
Andrew Zachary Fire (rođen 27. travnja 1959.) je američki biolog koji je 2006.g. dobio Nobelovu nagradu za fiziologiju ili medicinu zajedno s Craig Mellom za njihovo otkriće RNK interferencije (engl. RNA interference - RNAi) - stišavanja gena (engl. gene silencing) dvostrukom RNK.

## Vanjske poveznice
- Nobelova nagrada - autobiografija (engl.)